# قلعة يحمور
قلعة يحمور (بالإنجليزية: Chastel Rouge)‏، هي قلعة أثرية في قرية يحمور أقيمت أيام احتلال الفرنجة للساحل السوري  في القرن الثاني عشر للميلاد. ارتبط اسم القرية باسم قلعتها التاريخية، تتبع ناحية خربة المعزة من محافظة طرطوس، سوريا.
دلت الحفريات على أنها كانت مبنية على موقع قديم مأهول بالسكان في الأزمنة الغابرة، وحسب الاكتشافات الأثرية هي من أقدم مناطق ظهور الإنسان في عهد ما قبل التاريخ، أشارت اللقى المبعثرة التي وجدت فيها والتي تعود إلى فترات قديمة على قدمها كمنطقة سكن، منها بعض اللقى من العصر الحجري القديم وأخرى من القرون الأولى الميلادية، وقد كانت القلعة آهلة بالسكان لفترة قريبة إلا أنها خالية حالياً ,والمعلومات المتوفرة عن القلعة مبهمة للغاية.

## موقعها
تقع القلعة في قرية يحمور على بعد حوالي 8 كم جنوب شرق طرطوس , و هي في أقصى الركن الجنوبي لسلسلة الجبال الساحلية حاليا، حيث تشرف على السهل الساحلي من طرطوس إلى جبال لبنان , و القلعة على اتصال بالنظر مع طرطوس شمالاً وعريمة جنوباً وما تزال الأساطير تروي ارتباطها بعمريت عن طريق نفق تحت الأرض، حيث تشكل مع برج ميعار وقلعة العريمة وطرابلس و أرواد وبرج صافيتا شبكة اتصالات متكاملة، وتقع القلعة في الطريق بين أرواد و عمريت و برج صافيتا و حصن سليمان.

## تسميتها
- بالعربية : قلعة يحمور نسبة إلى القرية الموجودة فيها وهي قرية يحمور .
- باللاتينية : القصر الأحمر حيث يلاحظ أن أنواع الحجارة المبنية منها القلعة هي من الحجارة الحمراء .

يوجد عدة مقولات لهذه التسمية والمقولة الأكثر شيوعاً هي أن القلعة سميت بهذا الاسم تيمناً بالأمير الفينيقي الذي حكمها قديماً يغمور, وتحول الاسم بالتدريج إلى يحمور، والمقولة الثانية هي أن قلعة يحمور التي بنيت بالعهد البيزنطي كانت تسمى بالقصر الأحمر لأنها بنيت من الحجارة الرملية الحمراء، والمقولة الثالثة مستندة إلى التفسير العربي اللغوي في القاموس المحيط و (يحمور) تعني حمار الوحش ذا اللون الأحمر أو الغزال الأحمر وهذا ربما يشير على كثرة هذه الحيوانات في هذه المنطقة قديماً.

## لمحة تاريخية
امتلكها (كونتات طرابلس) عن طريق المصاهرة في عام 1112م، رغم أنه كان حصناً قبل ذلك الوقت على الأرجح، وخط دفاع متناسق مع القلاع المجاورة لها.
في عام 1177 - 1178 م، أهدى ريموند الثالث أمير طرابلس القلعة إلى الإسبارتية بعد أن عوض شاغليها السابقين عائلة مونتوليو بإقطاعة من الأراضي في مكان آخر. وفي عام 1289م، استرد جيش السلطان قلاوون القلعة ثم احتلها صلاح الدين الأيوبي.
بنيت القلعة على أنقاض معبد فينيقي وقد وجدت كتابات يونانية يرجع بناؤها للملك البيزنطي قسطنطين حسب كتابات وجدت فيها وجددها الصليبيون، وهي ترتفع نحو (20م) على شكل برج محاط بأسوار من الجهات الأربع ويقال: إنها كانت مؤلفة من ثلاثة طوابق لم يبق منها إلا طابقين بفعل الحرب وبفعل الهزة الأرضية القوية التي ضربت الساحل السوري عام 1586 وقد بُني المدخل الأساسي للأسوار على شكل قنطرة كبيرة وكذلك البناء العلوي حيث القنطرة الكبيرة والعقود المتداخلة بالمدخل وداخل البناء العلوي كله مرتبط بعمود ضخم متفرع إلى أقواس وقناطر كثيرة تحمل البناء العلوي وهي كغيرها من القلاع تحتوي على قاعات كثيرة ومنافذ لرمي السهام وأماكن للخيل وعدة سراديب مخصصة للنجاة ويوجد حتى الآن بقايا خندق يحيط بالقلعة لحمايتها وكانت قلعة يحمور جزءاً من مملكة عمريت وأرواد وحررها صلاح الدين الأيوبي من الصليبيين عام 1189م.
لم تكن يحمور القرية قبل القرن التاسع عشر مسكونة (بالنسبة للتاريخ الحديث) وابتداء من عام 1835 بدأ الناس بالتوافد إليها بعد زوال حكم السلطان العثماني سليم، وأول ما عمرت هذه القرية بنيت بيوتها من بقايا أحجار القلعة على شكل نصف دائري متلاصقة فيما بينها خوفاً من الوحوش البرية ومن الجنود الأتراك.
خضعت هذه القلعة لبناتها من الفرنجة في القرن الثاني عشر للميلاد، ثم صارت تابعة لإمارة طرابلس حيث وضعها ريمون الثالث عام 1177 بتصرّف فرسان المستشفى (الأوسبتارية)، ثم لفرسان المعبد في طرطوس.
- في حزيران 1188م فتحها السلطان صلاح الدين الأيوبي، وأعاد الفرنجة احتلالها إلى أن حررها السلطان المملوكي قلاوون عام 1289م.

## أقسام القلعة
تتألف القلعة من طابقين :
الطابق العلوي :
يتألف من صالة ضخمة تقوم على عمود ضخم في وسطها تنتهي به الأقواس التي تحمل السقف، ويطل مدخلها الموجود على جهة الغرب على سطح الطابق الأرضي حيث يحوي أبراجاً لإنذار الدفاع عن الزوايا، ومنافذ لرمي السهام مسقوفة على طول الطابق الأرضي .
يظهر فوق باب القاعة العلوية رسم لحيوان شبيه بالجرذ ويظهر فوق الباب نافذة مرمى سهام وفي الجدار وعلى ارتفاع ثلاثة أمتار تقريبا تظهر فتحات لجسور خشبية تحمل سقفاً خشبياً ما يدل على أن القاعة كانت مؤلفة من طابقين:
سقف القاعة العلوية أقل ضخامة من العمود الموجود في القاعة الأرضية مسدس الشكل .
الطابق الأرضي:
يحوي صالة كبيرة مساوية للصالة العلوية، تقوم على عمود ضخم في مركز القاعة مربع الشكل ضلعه حوالي المترين، ويحيط بها من الجهة الغربية قاعة طويلة تبلغ 70 م، وتحمل البرج الصغير في أعلاها (الزاوية الشمالية الغربية)، أما في الجهة الشرقية على يمين مدخل القلعة فهنالك قاعة طويلة دلت الدراسات والسير حديثاً على أنها قاعة نوم الجنود، في نهاية القاعة كشفت التنقيبات الحديثة عن بئر تجميع مياه الأمطار متصل بقناة تحمل الماء إلى البئر من سطح القلعة,(وكذلك من الجهة الشمالية) ولكنها أقل عرضاً وهذه القاعة وبعد الكشف عن أرضيتها تبين أنها كانت اسطبلاً للخيول ودرج في نهاية الإسطبل يؤدي إلى الطابق الأعلى، وتحمل البرج في الزاوية الجنوبية الشرقية ومفصولة عن جسم القلعة الرئيسي.
لقد انهار البناء العلوي بكامله تقريباً ولكن على الأرجح حسب الدراسات أن يكون قد شيد فوق البرج شرفة دفاعية منخفضة ذات صفين زادت من ارتفاعه إلى درجة لا بأس بها.. و لم يبق من قلعة يحمور الآن سوى برجها المرتفع 15 م، وسور بطول 34 م، ولقد كشف عن فتحات تحت الأرض أمام المدخل الرئيسي ومن الجهة الشمالية هي على الأرجح آبار ماء.
تجري بالقلعة الآن بعض أعمال الترميم وقد وظف لها حارس يقوم على خدمتها.وهي مسجلة في دائرة الآثار لمحافظة طرطوس.

## اكتشافات أثرية
أكدت بعثة الاكتشافات الأثرية الفرنسية عام 1996 أن يحمور أصبحت مع منطقة ست مرخو شمال سورية ويبرود في القلمون من أقدم مناطق ظهور الإنسان في عهد ما قبل التاريخ حيث دلت الحفريات فيها على اكتشاف أوانٍ منزلية حجرية وفؤوس وسكاكين وأرجع العلماء عمر هذه المكتشفات إلى العصر الحجري , وأن منطقة يحمور كانت مسكونة قبل قلعتها بآلاف السنين بينما أشار البعض الآخر إلى أن أول حضارة بناها الإنسان في هذه المنطقة كانت أيام الفينيقيين.
- اكتشف في يحمور عام 1937 تمثال آلهة الحب أفروديت , كما توجد في هذه المنطقة العديد من الآثار حيث وجدت المدافن الآثار الرومانية والإغريقية والآشورية في منطقة خربة الحراح وخرايب البير والبتة وتل مندرة وتل عقدو.
- أظهرت عمليات كشف أرضية القاعات الأرضية في قاعة الجنود حجراً عليه كتابة بحروف لاتينية على ما يبدو أنه مجلوب من مكان آخر .

أما كشف أرضية الإسطبل ساعد في إظهار المعالف المغطاة بالتراب وكذلك أحواض الشرب للخيول وقناة الماء التي تغذي هذه الأحواض، واكتشفت كتابات لاتينية غير واضحة قرب الطاحونة القديمة على بعد 1 كم جنوب نهر القبلة.
- ومن مكتشفات المنطقة تمثال لشخصية بارزة ناقص الرأس والسيقان جالس على كرسي يعرض في متحف طرطوس.